# Carol Emanuel
Carol Emanuel (...) è un'arpista statunitense.
Collabora con il compositore e sassofonista John Zorn dagli anni '80 e partecipa sin da subito in molti dei suoi album. Durante la sua carriera, ha collaborato con molti altri musicisti, tra cui Anthony Braxton, Wadada Leo Smith, Arto Lindsay, Björk, Bobby Previte e Cyndi Lauper. Ha anche pubblicato diversi album a suo nome fra cui "Allow It to Happen" del 2010.

## Discografia
- Spirit Catcher (Wadada Leo Smith, 1980)
- The Big Gundown (John Zorn, 1985)
- Cobra (John Zorn, 1987)
- Spillane (John Zorn, 1987)
- Claude's Late Morning (Bobby Previte, 1988)
- Empty Suits (Bobby Previte, 1990)
- Mais (Marisa Monte, 1991)
- Filmworks I: 1986-1990 (John Zorn, 1991)
- Music of the Moscow Circus (Bobby Previte, 1991)
- Filmworks II: Music for an Untitled Film by Walter Hill (John Zorn, 1995)
- Filmworks III: 1990-1995 (John Zorn, 1995)
- Redbird (John Zorn, 1995)
- Filmworks IV: S&M + More (John Zorn, 1996)
- Filmworks VII: Cynical Hysterie Hour (John Zorn, 1996)
- The Bribe (John Zorn, 1998)
- Godard/Spillane (John Zorn, 1999)
- At Last (Cyndi Lauper, 2003)
- Filmworks XX: Sholem Aleichem (John Zorn, 2008)
- Filmworks XXI: Belle de Nature/The New Rijksmuseum (John Zorn, 2008)
- Femina (John Zorn, 2009)
- The Goddess - Music for the Ancient of Days(John Zorn, 2010)
- Biophilia (Björk, 2011)
- The Gnostic Preludes (John Zorn, 2012)
- A Vision in Blakelight (John Zorn, 2012)
- The Mysteries (John Zorn, 2013)
- In Lambeth - Visions from the Walled Garden of William Blake (John Zorn, 2013)